# Niña (canción)
«Niña» es un tema musical perteneciente al grupo español La Quinta Estación, escrita y compuesta por Natalia Jiménez para su álbum debut Flores de alquiler. La canción fue producida por John William Hartfiel, editada en 2004 y lanzada al éxito en 2006.

## Argumento
El tema musical habla de una muchacha donde conoce el infierno de su vida misma, víctima como los demás niños maltratados ,lo que la hace encerrarse en su mundo, al llegar a la etapa de la adolescencia demuestra su amargura y rebeldía. Lo que hace que la muchacha se integre al mundo del alcoholismo, las drogas y la lujuria, pero con la mala fortuna de terminar siendo abusada sexualmente por unos hombres desconocidos. 
La Quinta Estación con esta canción, muestra la realidad sobre una niñez víctima de los abusos y maltratos en que algún día la juventud puede degenerarse dentro del mundo del alcohol, las drogas y el suicidio. Pues la canción llama a la reflexión para cuidar y proteger a la niñez y la juventud, para un futuro mejor.
- Datos: Q6043473